# Oxford Junction, Iowa
Oxford Junction là một thành phố thuộc quận Jones, tiểu bang Iowa, Hoa Kỳ. Năm 2010, dân số của thành phố này là 496 người.

## Dân số
Dân số qua các năm:
- Năm 2000: 573 người.
- Năm 2010: 496 người.